# Megapulvinaria burkilli
Megapulvinaria burkilli är en insektsart som först beskrevs av Green 1908.  Megapulvinaria burkilli ingår i släktet Megapulvinaria och familjen skålsköldlöss. Inga underarter finns listade i Catalogue of Life.